# Kaimt

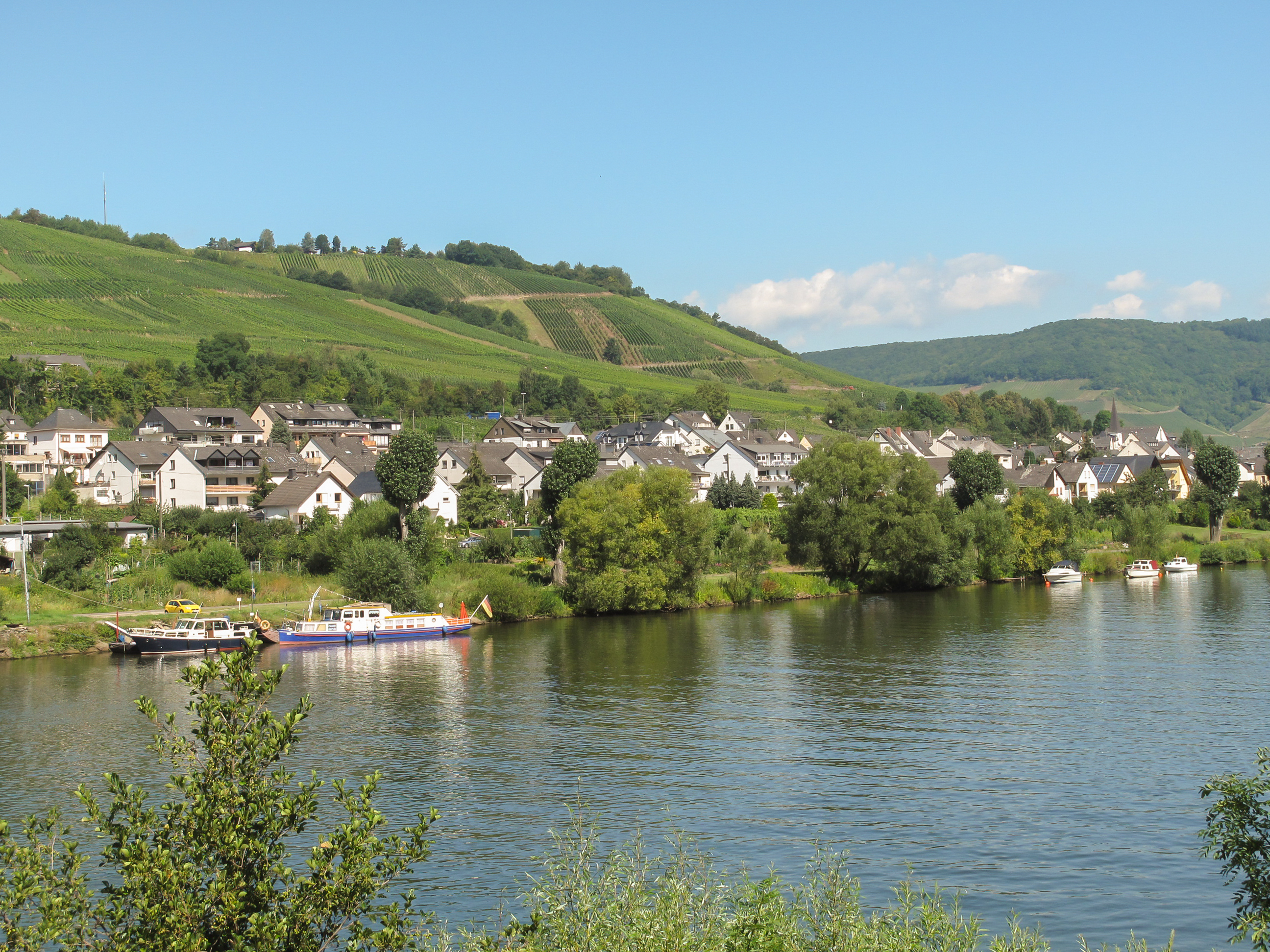
Kaimt

Kaimt ist ein in der Moselschleife Zeller Hamm gelegener Stadtteil von Zell (Mosel) im Landkreis Cochem-Zell in Rheinland-Pfalz. Der Stadtteil hatte im November 2021 996 Einwohner.
Zu Kaimt gehört die Marienburg, ein ehemaliges Augustinerinnenkloster.
Der Altort liegt links der Mosel, die Gemarkung reicht jedoch rechts der Mosel weit in den Hunsrück hinein. Weitere Ortsteile sind Barl (Höhenstadtteil), Eckzeilerhof, Franksmühle, Haus Nonnenkehr, Gaststätte Marienburg und Wäscherei.
Die Gemarkung von Kaimt grenzt an (vom Norden im Uhrzeigersinn): Alf, Bullay, Merl (Zell), Zell (Mosel), Peterswald, Altlay, Briedel und Pünderich.
Kaimt liegt an der Bundesstraße 53 und rechts der Mosel südlich des Altlayer Baches sowie an der Landesstraße 194.
Mit Zell ist Kaimt verbunden über die Moselbrücke Zell und die Fußgängerbrücke Zell-Kaimt.
Kaimt grenzt im Norden an den Prinzenkopftunnel (Moselstrecke) und die Doppelstockbrücke (Bullay).